# Vysoká Pec (okres Chomutov)
Vysoká Pec (německy Hohenofen) je obec v okrese Chomutov v Ústeckém kraji. V obci žije přibližně 1 200 obyvatel.

## Název
Název vesnice byl odvozen od zdejší železárny. V historických pramenech se jméno vyskytuje ve tvarech Hohen Ofen (1787) nebo Hohenofen (1846).

## Historie
Počátky Vysoké Pece jsou nejasné. Ve vesnici měla stát vysoká pec, jejíž existenci se nepodařilo doložit. Údajně stávala v prostoru domu čp. 7 a poprvé byla zmíněna 5. srpna 1693 v matrice Nového Sedla. Tyto pozemky tehdy patřily k Podhůří. Podle tereziánského katastru z let 1720–1757 ve Vysoké Peci žil mlynář, který hospodařil na pozemcích s rozlohou dvou strychů. Jaroslav Schaller ve své Topografii vesnici se šestnácti domy zaznamenal u lobkovického panství Nové Sedlo – Jezeří.
U Hamerního rybníka stál hamr, jehož pozůstatky zanikly při demolici Podhůří. V padesátých letech devatenáctého století byl mezi Vysokou Pecí a Podhůřím otevřen hnědouhelný důl Karel se štolou Natálie. Později byla na jeho dolovém poli otevřena nová těžná šachta se strojním pohonem. Pracovalo zde dvacet až třicet horníků, kteří denně vytěžili až dvacet tun uhlí, které se dodávalo do textilních továren v Jirkově a Červeném Hrádku. Koncem padesátých let devatenáctého století byl důl těžce poškozen průvalem vody.
K rozvoji vesnice došlo poté, co F. Tetzner vybudoval na dolovém poli dolu Karel těžnou šachtu se strojním pohonem. Její objekt později sloužil k bydlení, jako mateřské škola, kanceláře místního národního výboru a po něm v budově sídlí obecní úřad. Kromě dolu v letech 1864–1884 ve vsi fungovala továrna na zápalky J. Pietschmanna. Na hranici s Podhůřím stál bývalý mlýn, ve kterém se vyrábělo textilní zboží a později v něm probíhala dřevovýroba. Poblíž fungovala pila a nábytkářská dílna firmy Schmatz.
Na začátku dvacátého století bylo ve vsi osm zemědělských usedlostí, ale s výjimkou jediné (čp. 51) nestačily k obživě svých obyvatel, a ti byli nuceni vyhledávat další zaměstnání. Kromě toho tehdy ve vsi fungovaly čtyři hostince, čtyři obchody se smíšeným zbožím, dva řezníci, pekař, dva holiči a švec. K elektrické rozvodné síti byla Vysoká Pec připojena roku 1922. V roce 1926 obec zahájila výstavbu vodovodu.
Na konci druhé světové války do vsi přijel první oddíl Rudé armády večer 7. května 1945. Následujícího dne se sovětský tank na cestě do Drmal střetl s německými vojáky. Při přestřelce padli na obou stranách tři vojáci. Vesnice v té době měla 666 obyvatel, ale z nich bylo jen 36 Čechů. Do konce roku 1946 bylo vysídleno 550 Němců, ale do vyprázdněné vsi se stěhovali Češi, původem čeští reemigranti z Francie a další obyvatelé, takže v roce 1947 jich ve vsi žilo 485.
Nedaleká těžba uhlí v povrchovém Lomu Československé armády vesnici negativně ovlivňovala až do sedmdesátých let dvacátého století. V té době byly rekultivovány první vytěžené oblasti, postavena čistírna odpadních vod s kanalizací, a zájem o bydlení v nově budovaných rodinných domech rostl. K další výstavbě domů vedlo vyhlášení územních limitů těžby v roce 1991. Spolu s růstem počtu obyvatel se rozvíjel i občanský život. Před rokem 2000 byl do vsi zaveden plyn, rozvody elektřiny uloženy pod zem a v roce 1996 byla otevřena nová provozní budova u koupaliště.

## Obyvatelstvo
Při sčítání lidu v roce 1921 zde žilo 586 obyvatel (z toho 280 mužů), z nichž bylo jedenáct Čechoslováků, 553 Němců a 22 cizinců. S výjimkou 35 evangelíků a osmnácti lidí bez vyznání patřili k římskokatolické církvi. Podle sčítání lidu z roku 1930 měla vesnice 714 obyvatel: 38 Čechoslováků, 649 Němců a 27 cizinců. Kromě římskokatolické většiny se jich 28 hlásilo k evangelickým církvím a 55 lidí bylo bez vyznání.
|                                                                                         | 1869 | 1880 | 1890 | 1900 | 1910 | 1921 | 1930 | 1950 | 1961 | 1970 | 1980 | 1991 | 2001 | 2011 | 2021 |
| --------------------------------------------------------------------------------------- | ---- | ---- | ---- | ---- | ---- | ---- | ---- | ---- | ---- | ---- | ---- | ---- | ---- | ---- | ---- |
| Obyvatelé                                                                               | 384  | 350  | 391  | 525  | 578  | 586  | 714  | 474  | 464  | 614  | 586  | 362  | 609  | 762  | 789  |
| Domy                                                                                    | 49   | 47   | 49   | 64   | 62   | 66   | 95   | 114  | 209  | 164  | 169  | 140  | 219  | 259  | 285  |
| Tabulka v letech 1961 a 1970 zahrnuje domy Drmal a v roce 1970 i jejich počet obyvatel. |      |      |      |      |      |      |      |      |      |      |      |      |      |      |      |

## Obecní správa
Až do zrušení patrimoniální správy vesnice patřila k panství Nové Sedlo – Jezeří. Po roce 1850 byla krátkou dobu administrativně rozdělena mezi Podhůří a Nové Sedlo. V roce 1868 se Vysoká Pec stala osadou Nového Sedla, ke kterému patřila až do roku 1924, kdy se stala samostatnou obcí. Roku 1960 k ní byly připojeny osady Drmaly a Podhůří. Od 1. července 1974 bylo ke správnímu území obce připojeno katastrální území zaniklých Kundratic. Dne 30. dubna 1976 byla k obci připojena také Pyšná.

### Části obce
- Vysoká Pec
- Drmaly
- Pyšná

### Obecní symboly
Znak a vlajka byly obci uděleny rozhodnutím předsedy Poslanecké sněmovny Parlamentu České republiky dne 8. června 2004.

## Doprava
Do Vysoké Pece vede silnice III. třídy č. 0135, která odbočuje ze silnice I/13 a místní komunikace z Drmal. V Jirkovské ulici se nachází zastávka autobusové linkové dopravy. Nejbližší železniční stanice a zastávky jsou Jirkov na trati Chomutov–Jirkov a Jirkov zastávka na trati Ústí nad Labem – Chomutov vzdálené 3,5–4 kilometry. Ve vesnici končí modře značená turistická trasa z Jirkova a začíná žlutě značená turistická trasa k zámku Jezeří. Podél jihovýchodního okraje je značená cyklotrasa č. 3106 v úseku od Jezeří do Vrskmaně. Poblíž vodní nádrže Újezd se na ni napojuje cyklotrasa č. 3107 do Mostu.

## Společnost
Základní škola byla uzavřena v roce 1961, ale v roce 1991 byla znovu otevřena jedna třída. Okolo roku 2000 měla škola dvě třídy a spolu s ní funguje mateřská škola. Po roce 1991 byla založena TJ Baník s oddílem kopané a tenisu. V budově obecního úřadu sídlí také obecní knihovna. Bývalý hotel Bellevue slouží jako dětský domov.

## Pamětihodnosti
- V centru vesnice stojí třípatrová těžní věž bývalého dolu Karel. Věž je součástí budovy čp. 46, která slouží jako sídlo obecního úřadu.[18]
- památný strom Žeberská lípa
- Do katastrálního území Vysoká Pec severně od vesnice zasahuje přírodní památka Hovězí skály.

## Fotogalerie

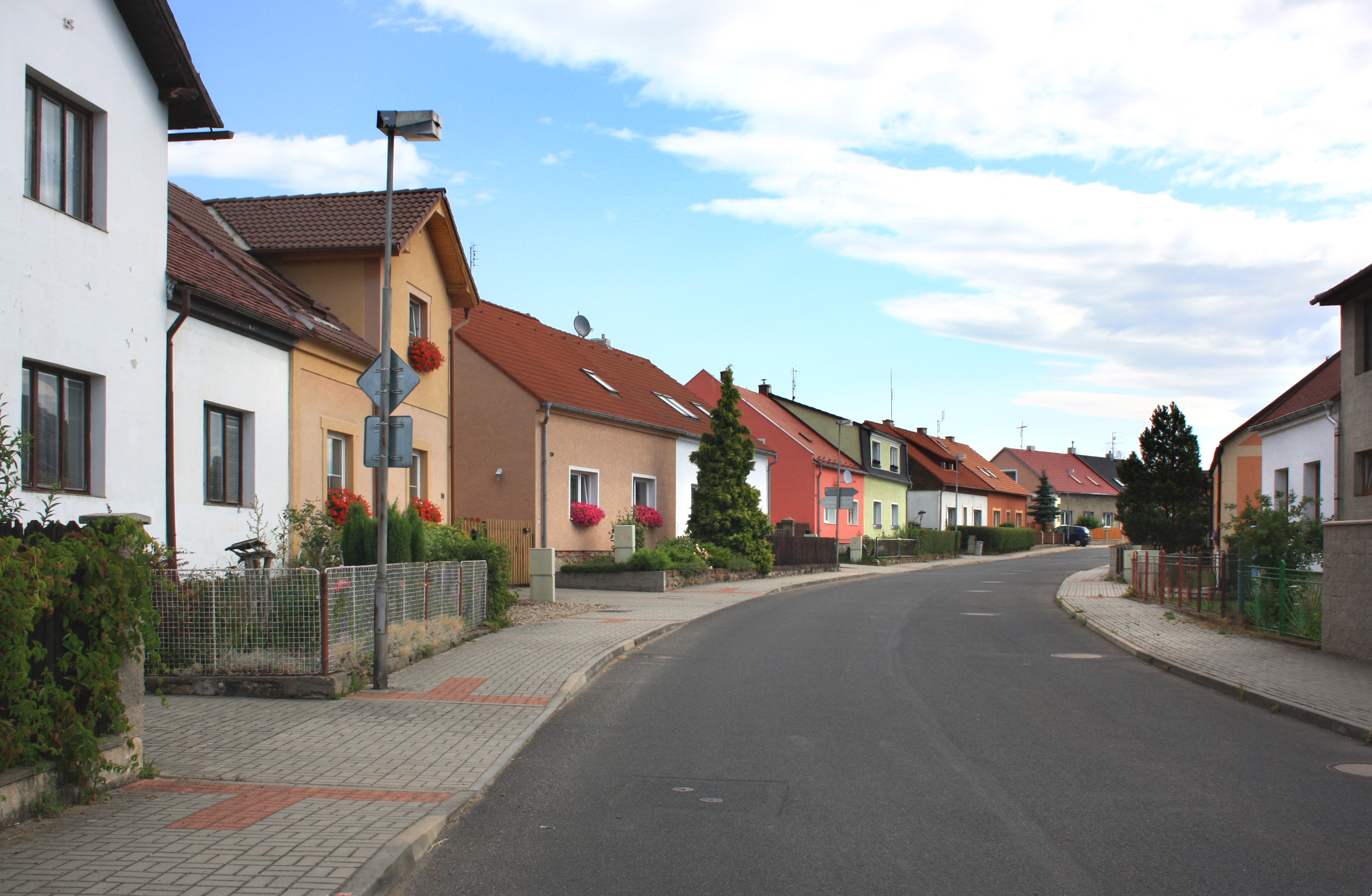
Jirkovská ulice
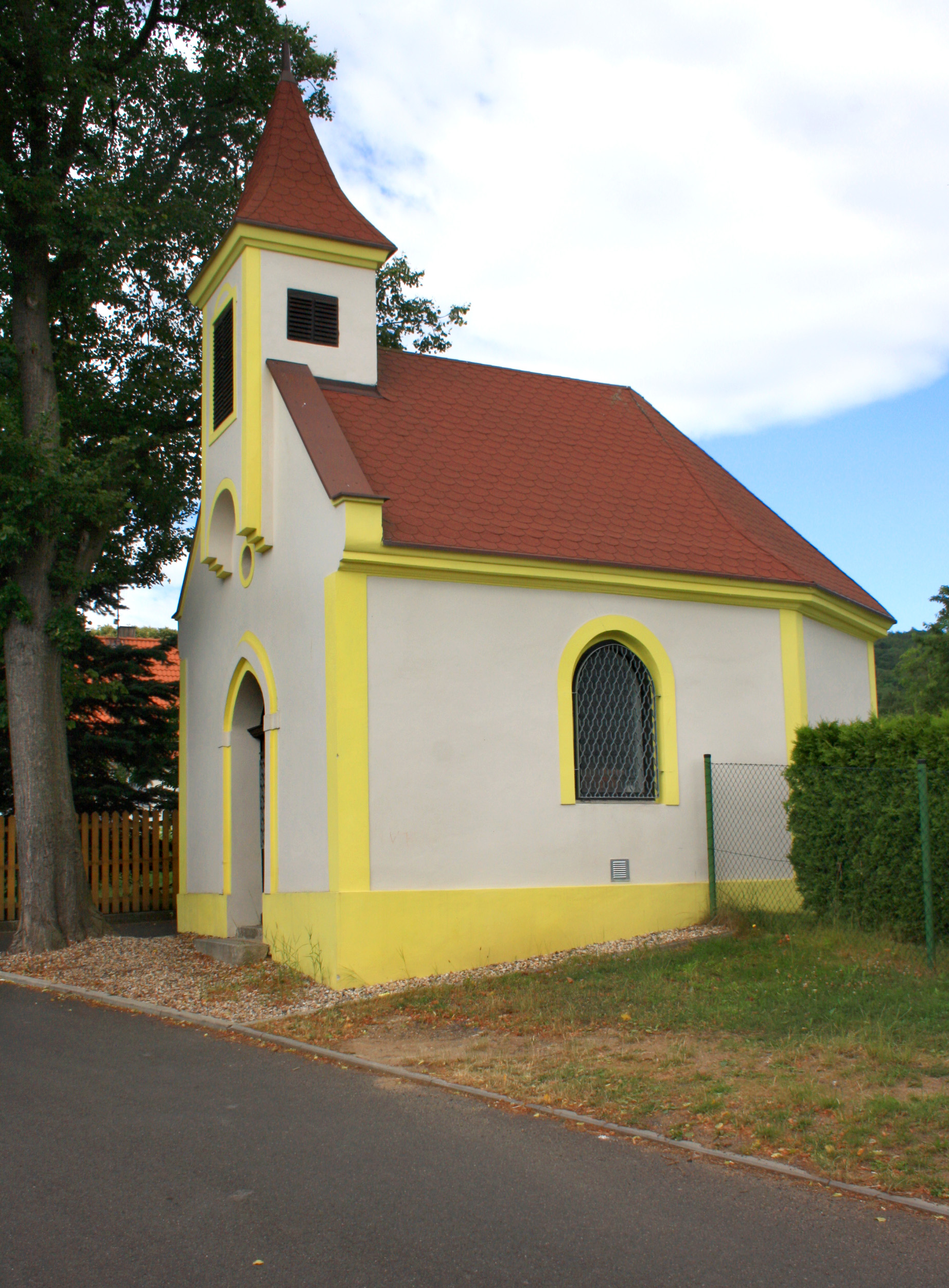
Kaplička
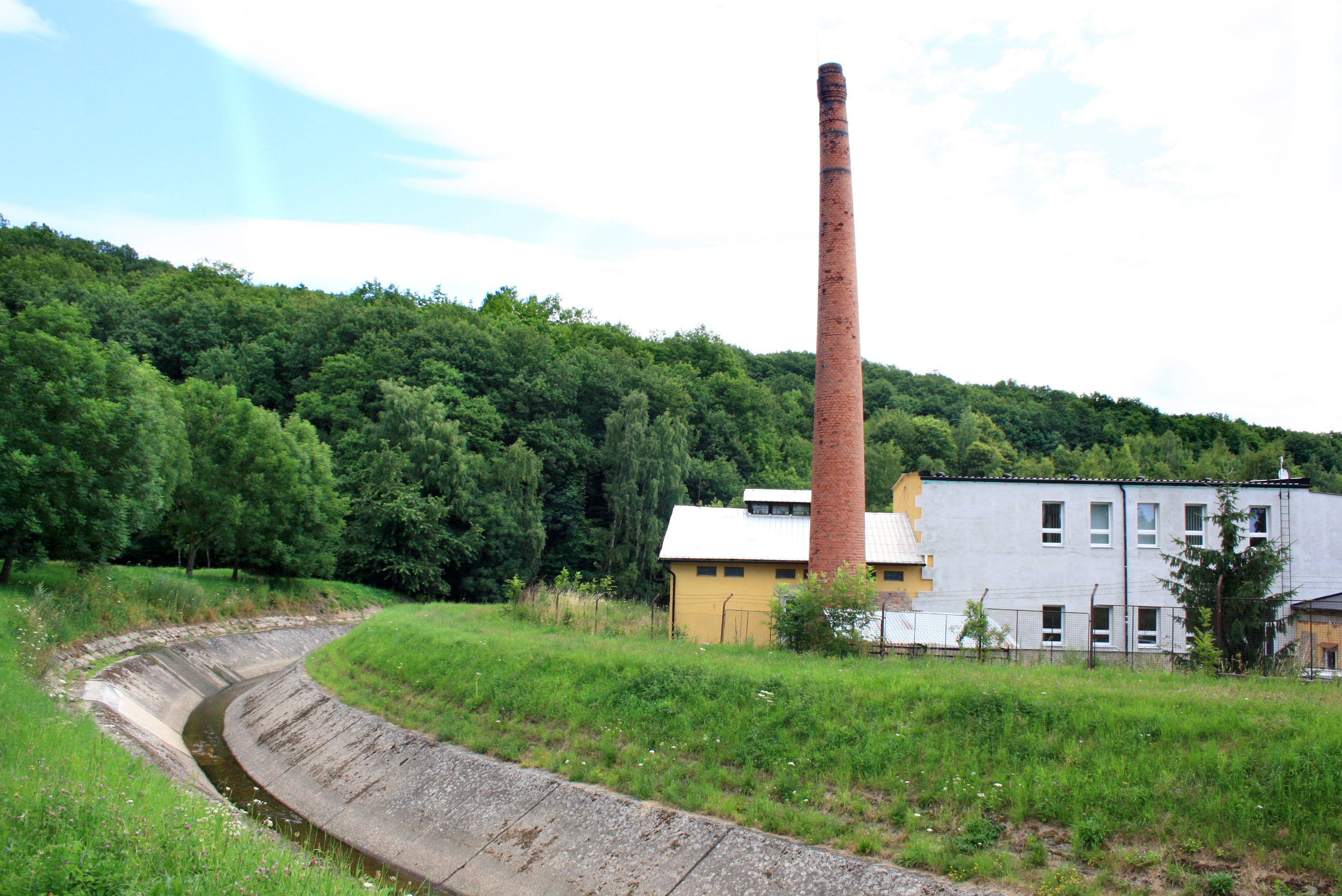
Malá továrna a Podkrušnohorský přivaděč